# Tydd St Giles
Pour les articles homonymes, voir St Giles et Gilles.
Tydd St Giles est une paroisse civile et un village du Cambridgeshire, en Angleterre.